# Tahoma
Tahoma是一個十分常見的無襯線字體，字體結構和Verdana很相似，其字元間距較小，而且對Unicode字集的支持範圍較大。
Tahoma和Verdana師出同門，同為名設計師馬修·卡特（Matthew Carter）的作品，由微軟在1994年推出。許多不喜歡Arial字體的人常常會改用Tahoma來代替，除了是因為Tahoma很容易取得之外，也是因為Tahoma沒有一些Arial為人詬病的缺點，例如大寫「I」與小寫「l」難以分辨等。
Tahoma被採用為Windows 2000、Windows XP、Windows Server 2003及Sega遊戲主機Dreamcast等系統的預設字型。

## 开发
Tahoma是Office 97、Office 2000和Office XP的官方字体，並随Word Viewer 97免费提供。
2007年，苹果宣布Tahoma将与Mac OS X v10.5（“Leopard”）的下一个版本捆绑销售。Leopard还附带了其他几种之前仅由微软提供的字体，包括Microsoft Sans Serif、Arial Unicode和Wingdings。
截至2016年，Tahoma仍被广泛用作多种应用程序和编程环境的标准字体。例如，一个新的Delphi VCL应用程序就使用Tahoma作为其默认字体。

## 已知问题
- 白心符号“♡”错误显示成类似八卦中符号“乾”的三条横杠（☰）。

## 外部連結
- Tahoma字體資訊（页面存档备份，存于）